# 男女共修
男女共修（だんじょきょうしゅう）とは、学校教育のなかで男女が同一のカリキュラムで必修科目として学ぶことを指す。

## 概要
体育や技術・家庭のように、従来男女別カリキュラムとして展開されていた科目について用いられる。

## 実施例

### 家庭科および技術・家庭科
主に「家庭科の男女共修」という文脈で使用される。家庭科の男女共修は、高等学校家庭科が女子のみ必修となった1973年（昭和48年）頃から始まった教育運動である。

#### 背景
1947年（昭和22年）に新学制が発足し学校教育では男女共学化や教育内容の共通化などが幅広く進められた。
小学校の家庭科は、1947年（昭和22年）に新学制が発足した当時から現在にいたるまで、男女共学の必修科目として実施されている。
中学校では、1947年に職業科（家庭に関する内容を含む）が男女共学の選択履修科目として展開された。1951年（昭和26年）の改訂で「職業・家庭科」となったが、このときも男女共学の選択必修科目として展開されていた。1958年（昭和33年）の改訂に際して、文部省は職業・家庭科を男女共通の「技術科」に再編（正確には、職業・家庭科と図画工作科を技術科と美術科に再編）する準備をすすめていたが、家庭科教師団体の巻き返しとこれへの政治家の介入の結果、技術科は1958年7月27日の夜を転換点にして、一夜にして「技術・家庭科」となることが決まった。1970年代には男女の学習内容の違いが鮮明になり一部からは男女差別が指摘されるようになった。技術・家庭科の内容および時間数の変遷については、「技術・家庭」を参照。
高等学校（家庭に関する学科を除く）の家庭科は1947年に共学の選択履修科目として出発した。全国家庭科教育協会などの家庭科教師団体が「家庭科の女子必修化」に向けた請願活動を繰り返し、中央産業教育審議会での審議を経て1974年（昭和49年）に高校家庭科の女子必修化が実現した。 家庭科を選択しない男子はその時間に体育系科目を履修した。制度上、家庭科の女子必修化後も男子は家庭科を選択履修することができたが、男子で一般家庭を選択していた者は、学校数の比率で7.51%、生徒数で1.01%であり、男子に選択科目として家庭科を提供している学校は少なかった。
1979年（昭和54年）に国連が女性差別撤廃条約を採択し、その後日本政府が同条約を批准するのに際し、家庭科や技術科の男女別履修が同条約に抵触する可能性が政治的な議題となった。女性差別撤廃条約の批准を進めていた外務省は「生徒個人が選択できればよい」とする立場であった。文部省は女子のみ必修となった経緯から「教育上の配慮であり問題ない」との認識であった。家庭科の女子必修化を推進した家庭科教師団体は「現状維持」を求めていた。最終的に文部省省内に設けられた「家庭科教育に関する検討会議」において、家庭科を男女同一課程に改めることで政治的に合意し、1993年（平成5年）に中学校で、1994年（平成6年）に高校で家庭科の男女必修化が実施された。